# Tarentola
Tarentola és un gènere de sauròpsids (rèptils) escatosos de la família Phyllodactylidae coneguts vulgarment amb el nom de dragons o dragonets. El dragó comú és un dels rèptils més freqüents a Catalunya. El nom del gènere procedeix de Tàrent, una ciutat italiana.
Els membres d'aquest gènere són de colors críptics que varien entre el marró o el gris pàl·lid en diverses tonalitats fins a un fosc gairebé negre. La seva pell té un aspecte rugós i sol presentar diversos bonys i taques. El color i característiques de la seva pell els permeten de camuflar-se durant el dia en troncs d'arbres, pedres i altres elements del seu hàbitat natural. Alguns poden canviar lleugerament de color, modificant la seva tonalitat de pell. Són animals molt ràpids i poden escalar per superfícies verticals, ja que disposen de coixinets en les seves potes que els permeten adherir-se a qualsevol superfície sigui seca, humida o nevada.

## Taxonomia
Se coneixen 31 espècies de Tarentola:
- Tarentola albertschwartzi Sprackland & Swinney 1998
- Tarentola americana (Gray 1831) (Dragó de Cuba)
- Tarentola angustimentalis Steindachner 1891 (dragó rugós)
- Tarentola annularis (G. Saint-Hilaire 1827) (Dragó de Cruz)
- Tarentola bischoffi Joger, 1984 (Dragó de Selvagens)
- Tarentola boavistensis Joge, 1993
- Tarentola bocagei Vasconcelos et al. 2012
- Tarentola boehmei Joger 1984 (Dragó del Draa)
- Tarentola boettgeri Steindachner 1891 (Dragó de Boettger)
- Tarentola caboverdiana Schleich 1984 (Dragó de Cap Verd)
- Tarentola chazaliae Mocquard 1895 (dragó de casquet)
- Tarentola crombiei Diaz & Hedges 2008
- Tarentola darwini Joger 1984 (Dragó de Darwin)
- Tarentola delalandii (Duméril & Bibron 1836) (dragó canari)
- Tarentola deserti Boulenger 1891 (Dragó del desert)
- Tarentola ephippiata O'Shaughnessy 1875 (Dragó del Hoggar)
- Tarentola fascicularis (Daudin 1802)
- Tarentola fogoensis Vasconcelos et al. 2012
- Tarentola gigas Bocage 1875 (Dragó gegant)
- Tarentola gomerensis Joger & Bischoff 1983 (dragó de la Gomera)
- Tarentola maioensis Schleich 1984
- Tarentola mauritanica (Linnaeus 1758) (Dragó comú)
- Tarentola mindiae Baha El Din 1997
- Tarentola neglecta Strauch 1895
- Tarentola nicolauensis Schleich 1984
- Tarentola parvicarinata (Dragó de Sierra Leona)
- Tarentola pastoria Trape et al. 2012
- Tarentola protogigas Joger 1984
- Tarentola raziana Schleich 1984
- Tarentola rudis Boulenger 1906
- Tarentola substituta Joger 1984